# 社會島鸚鵡
是已滅絕的鸚鵡。

## 描述
社會島鸚鵡長約25厘米。牠們的頭部呈朱古力褐色，喙呈淡藍灰色，尖端黑色。背部及雙翼呈褐色，下身及尾巴呈紅褐色，翼底及外蹼呈灰紫色。胸部、腹部及尾底都呈赭黃色。中尾羽呈橄欖褐色，外圍尾羽呈藍灰色。腳呈灰褐色，眼睛呈橙色。

## 分佈
社會島鸚鵡只曾在社會群島的萊阿提島出現，主要棲息在林地。

## 滅絕
社會島鸚鵡只有兩個標本，它們的來源一直被受爭論。有指它們是於1773年或1774年採集的，但亦有指是於1777年詹姆斯·庫克第三次旅程中採集的。這兩個標本現正存放在倫敦的自然歷史博物館及維也納的自然史博物館。牠們在發現不久後就已經滅絕，其原因不明，估計是因伐林及入侵物種所致。

## 外部連結
- Lexicon of Parrots - Cyanoramphus ulietanus （页面存档备份，存于）
- 有關社會島鸚鵡的描述